# Джіханбейлі
Джіханбейлі (тур. Cihanbeyli) — місто та район у провінції Конья центральній Туреччині.

## Географія
На схід від Джіханбейлі розташоване озеро Туз. Місто знаходиться за 100 км на північ від Конья. Площа становить приблизно 4109 км².

### Клімат
Клімат континентальний і сухий.

## Історія
Джіханбейлі був частиною Пітасса в давнину.
10 травня 2021 року сильний вітер зруйнував будівлю автовокзалу в Джіханбейлі, пошкодивши два автобуси та три автомобілі, які були припарковані поблизу. Крім цього, у райцентрі та його мікрорайонах позривало дахи з будинків.

## Населення
Населення становить 50 677 на 2022 рік.

## Економіка
Місто має потужний індустріальний парк. Сотні тисяч гектарів сучасних індустріальних парків розтягнулися на десятки кілометрів, і їх будівництво триває далі. Тут успішно працюють 110 фабрик і заводів, не враховуючи логістичні компанії, банки, підприємства, що обслуговують інженерно-транспортні мережі тощо. Є 40 видів промисловості, 55 тисяч працівників і 5 найбільших компаній Туреччини.

## Міста-побратими
3 лютого 2023 року Муніципальна рада Джіханбейлі ухвалила рішення про укладання угоди про побратимство та співробітництво з Кам’янцем-Подільським.